# Nullità (diritto)
La nullità, per utilizzare la ricorrente tassonomia tipica della dottrina tedesca, può qualificarsi quale species della categoria della invalidità del contratto.
L'istituto deve essere tenuto distinto dalla categoria dottrinaria dell'inesistenza, in quanto il negozio giuridico è dichiarato nullo a seguito di una valutazione eminentemente normativa; è dichiarato invece inesistente qualora, alla stregua di valutazioni sociali tipiche, l'atto giuridico non può essere considerato come tale.

## Diritto civile

### Nullità codicistica ex art.1418 c.c.it.
L'art. 1418 c.c., rubricato "Cause di nullità del contratto", individua nei suoi tre commi le fattispecie di nullità del contratto. Per quanto riguarda gli atti unilaterali l'art. 1324 c.c. estende, ove compatibile, la disciplina contrattualistica.
I casi sono:
- Co1: contrarietà a norme imperative: le quali si intendono le norme non derogabili (non dispositive) dalla volontà privata. Nullità cd VIRTUALE.
- Co2: mancanza di uno degli elementi essenziali di cui all’art.1325 c.c. ( Accordo, causa, oggetto, forma quando richiesta ad substantiam), illiceità della causa (art.1343 c.c.), l’illiceità dei motivi comuni alle parti (art.1345 c.c.) e la mancanza nell’oggetto di uno dei requisiti ex art.1346 c.c. (Possibilità, liceità, determinatezza e determinabilità). Nullità cd STRUTTURALE
- Co3: è nullo ogni qual volta la legge così disponga (es. divieto del patto commissorio ex art.2744 c.c.). Nullità cd TESTUALE

Tratti generali sulla disciplina
L'azione di nullità può essere esercitata da chiunque ne abbia interesse (cfr. artt. 1421 c.c. e 100 c.p.c.) o anche rilevata d'ufficio dal giudice. Particolari sono poi alcune categorie di nullità, quali le nullità di protezione - che secondo la dottrina e la giurisprudenza maggioritarie sarebbero rilevabili solo previo impulso di parte (cfr. Art.36 codice del consumo).
L'azione è imprescrittibile. (Cfr.Art.1422 c.c.). È inoltre tradizionalmente considerato un rimedio atipico, nel senso che i suoi presupposti per agire sono estremamente ampi: la violazione di norme imperative, ad esempio, permette di essere modellata su numerosissime situazioni di fatto molto diverse tra loro, e stessa cosa si potrebbe dire per un contratto illecito per contrarietà ad ordine pubblico o buon costume (rectius con causa contraria all'ordine pubblico o al buon costume).
L'art. 1419 permette, in ossequio al principio di conservazione del contratto, di limitare la dichiarazione di nullità a singole clausole (nullità parziale) a meno che queste non siano da considerarsi essenziali nell'interesse delle parti. Il comma secondo prevede un'ulteriore ipotesi di nullità parziale: la sostituzione ex lege delle clausole che violino norme imperative. (Cfr.art.1339 c.c.).
Nel caso di contratti plurilaterali (da intendersi solo quelli con comunione di scopo!) la nullità che colpisce il vincolo di una sola parte, non travolge l'intero negozio, a meno che la partecipazione della parte non debba, nel caso concreto, considerarsi essenziale. Questa regola è da considerarsi un principio generale in tema di invalidità dei contratti plurilaterali. (Si guardi anche l’art.1446 c.c.)
L'ordinamento proibisce in via generale la convalida del negozio nullo - al contrario della annullabilità - (si confrontino gli artt.1423 e 1444), ma consente una particolare forma di sanatoria in specifici casi (es. testamento art. 590 c.c. e donazione art. 799).
È invece ammessa la conversione (art.1424 c.c.): il contratto nullo può produrre gli effetti di un contratto diverso se sussistono i requisiti di sostanza e forma e se le parti hanno interesse al mantenimento del vincolo così ridimensionato (conversione del contratto nullo).

### Effetti
L'azione di nullità è un'azione di mero accertamento, con essa si chiede cioè al giudice di dichiarare l'inefficacia ab origine dell'atto negoziale (quod nullum est nullum producit effectum).
Dichiarata la nullità, le prestazioni eventualmente eseguite restano prive di ogni giustificazione causale e vanno restituite secondo la disciplina della ripetizione dell'indebito (artt. 2033, 2037 c.c.)

### La prescrizione dell'azione di ripetizione, la cd prescrizione acquisitiva, la trascrizione del terzo acquirente
Tale regola va tuttavia coordinata con il disposto dell'art. 1422 c.c. che nel sancire l'imprescrittibilità dell'azione di nullità fa salvi gli effetti dell'usucapione e della prescrizione dell'azione di ripetizione, nonché l'effetto sanante della trascrizione per il terzo acquirente (ex art. 2652 n° 6/2).
Altra parziale eccezione si verifica nel caso di nullità del contratto di lavoro subordinato. Infatti, il 1º comma dell'art. 2126 c.c. (Prestazione di fatto con violazione di legge), se da un lato dispone che "la nullità o l'annullamento del contratto di lavoro non produce effetto per il periodo in cui il rapporto ha avuto esecuzione, salvo che la nullità derivi dall'illiceità dell'oggetto o della causa", d'altro canto, il 2º comma dello stesso articolo, sotto determinate ipotesi (nullità, o annullabilità, per violazione di norme a tutela del lavoratore), fa salvo l'effetto dell'obbligo di corresponsione della retribuzione: "se il lavoro è stato prestato con violazione di norme poste a tutela del prestatore di lavoro, questi ha in ogni caso diritto alla retribuzione" (la cosiddetta "prestazione di fatto"). Dalla salvezza dell'obbligo retributivo, ne conseguono anche, in forza di altre leggi, gli effetti obbligatori in materia di sicurezza, previdenza e assicurazioni sociali.